# Predator: Badlands
Predator: Badlands este un viitor film american de acțiune științifico-fantastic din franciza Predator. Este al șaptelea film din seria principală și al nouălea din întreaga franciză. Filmul este regizat de Dan Trachtenberg, co-scris de Trachtenberg și Patrick Aison și o are ca protagonistă pe Elle Fanning.
Predator: Badlands este programat să fie lansat în cinematografe în Statele Unite pe 7 noiembrie 2025, de către 20th Century Studios.

## Premisă
În timp ce traversează un ținut pustiu, două surori își descoperă trecutul îngrozitor.

## Distribuție
- Elle Fanning

## Producție

### Dezvoltare
În februarie 2024 a fost dezvăluit faptul că un film de sine stătător în franciza Predator era în dezvoltare, intitulat Badlands, cu Dan Trachtenberg⁠(d) regizor și coscris de Patrick Aison. În iunie, Elle Fanning a fost în discuții pentru a participa la film în rolul principal. Distribuția lui Fanning a fost confirmată pe 27 august.

### Filmare
Filmarea principală a început în Noua Zeelandă la 27 august 2024, sub titlul de lucru Backpack, și wrapped⁠(d) la sfârșitul lunii octombrie.

## Lansare
Predator: Badlands este programat să fie lansat în cinematografele din Statele Unite ale Americii pe 7 noiembrie 2025.